# Evangelische Kirche (Einartshausen)

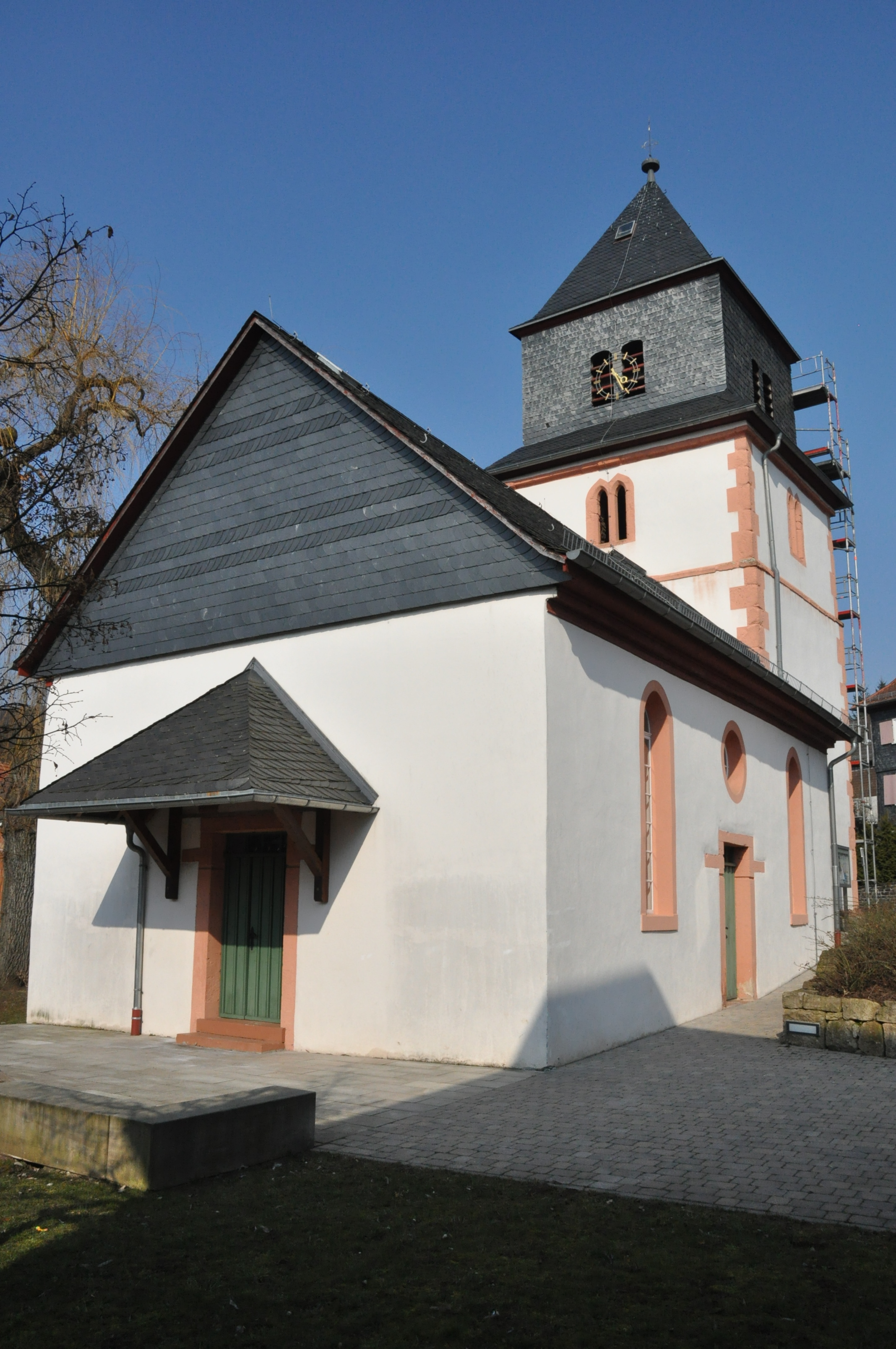
Evangelische Kirche Einartshausen

Die Evangelische Kirche Einartshausen ist ein denkmalgeschütztes Kirchengebäude, das in
Einartshausen steht, einem Ortsteil der Gemeinde Schotten im Vogelsbergkreis (Hessen). Die Kirchengemeinde gehört zum  Dekanat Büdinger Land in der Propstei Oberhessen der Evangelischen Kirche in Hessen und Nassau.

## Beschreibung
Von der zwischen 1262 und 1270 geweihten Kirche ist der Chorturm erhalten. Auf seinen verputzten Geschossen wurde im 18. Jahrhundert ein schiefergedecktes Geschoss für den Glockenstuhl und die Turmuhr aufgesetzt. Darüber sitzt ein Pyramidendach. Das im Kern gotische Kirchenschiff wurde im 18. Jahrhundert verändert. Nach einem Brand wurde es 1856–62 erneuert. Das Kirchenschiff mit dreiseitigen Emporen ist mit einem Tonnengewölbe, der Chor mit einem spätgotischen Kreuzrippengewölbe überspannt. Aus dem frühen 16. Jahrhundert stammt eine Statue der Maria. 

## Orgel
Die Orgel mit 6 Registern auf einem Manual und Pedal wurde 1964 von der Firma E. F. Walcker & Cie. gebaut. Sie hat folgende Disposition:
| I Hauptwerk   |    |
| Gedackt       | 8′ |
| Rohrflöte     | 4′ |
| Prinzipal     | 4′ |
| Oktave        | 2′ |
| Mixtur II–III |    |

| Pedal   |     |
| Subbass | 16′ |

- Koppeln: I/P